# Tim Pagnotta
Tim Pagnotta, född 17 januari 1977, är en amerikansk musiker, känd som sångare, låtskrivare och gitarrist i rock/indie/punkbandet Sugarcult.